# Вале Мамоли (Фрозиноне)
Вале Мамоли је насеље у Италији у округу Фрозиноне, региону Лацио.
Према процени из 2011. у насељу је живело 27 становника. Насеље се налази на надморској висини од 484 м.